# Manuel Sadosky
Manuel Sadosky (Buenos Aires, 13 de abril de 1914 - Buenos Aires, 18 de junio de 2005) fue un matemático, físico y científico de la computación argentino considerado por muchos como el padre de la computación en la Argentina. Trajo la computadora Clementina al país, y fue el creador de la carrera de Computador Científico (actual Licenciatura en Ciencias de la Computación). Estuvo exiliado desde 1974, regresando al país para ser Secretario de Ciencia y Técnica del gobierno de Raúl Ricardo Alfonsín.

## Biografía
Manuel Sadosky nació en Buenos Aires el 13 de abril de 1914, hijo de Natalio Sadosky y Maria Steingart, inmigrantes rusos de origen judío.
Practicaba fútbol desde pequeño, y hasta los 14 años tuvo esperanzas de dedicarse a ese deporte. No obstante continuó ligado al fútbol durante el resto de su vida, como hincha fanático del Club Atlético San Lorenzo, a pesar de los períodos que debió pasar fuera de su país.
Hizo los estudios primarios y secundarios en la Escuela Mariano Acosta.
Se graduó como doctor en Ciencias Físico-Matemáticas de la Universidad de Buenos Aires en 1940. Perfeccionó sus estudios en el Instituto Poincaré de París en 1946 y 1947, becado por el gobierno francés.
Se afilió al Partido Comunista en 1940, partido al que perteneció hasta 1946.
Fue profesor de la Universidad de Buenos Aires a partir de 1955, llegando a ser vicedecano de la Facultad de Ciencias Exactas y Naturales de dicha Universidad, entre los años 1957 y 1966.
En 1960 organizó el Instituto de Cálculo de dicha Universidad, trayendo al país la primera computadora en una universidad latinoamericana, Clementina, con el apoyo de Bernardo Alberto Houssay y Eduardo Braun Menéndez.
Debió dejar las aulas argentinas tras la Noche de los Bastones Largos en 1966. Realizó frecuentes viajes a Uruguay,  trabajando en la Universidad de la República, donde también puso en marcha los Estudios en Computadoras, e introdujo la primera para investigaciones de ese país.
En 1974 de vuelta de un congreso Sadoski y su familia no toman el vuelo de conexión para regresar a Buenos Aires y se instalan en Caracas, Venezuela. Debieron exiliarse en Venezuela debido a las presiones de la Alianza Anticomunista Argentina. Trabajó sobre problemas de matemática aplicada en el Instituto Cendes de la Universidad Central de Venezuela. En 1979 se radicó en España.
En 1983 regresó al país y fue designado por el nuevo presidente constitucional Raúl Ricardo Alfonsín como Secretario de Ciencia y Técnica, ocupándose de la democratización del Conicet y de la creación de la Escuela Superior Latinoamericana de Informática.
Fue designado Profesor Emérito de la Universidad de Buenos Aires en 1985. 
Fue galardonado como "Ciudadano Ilustre de la Ciudad de Buenos Aires (Ley 1095, 2 de octubre de 2003).
El Departamento de Computación de la Facultad de Ciencias Exactas y Naturales de la Universidad de Buenos Aires lleva su nombre. Hizo a su vez muchos aportes a las matemáticas puras y aplicadas, a la física teórica y a la química teórica, en especial a la química cuántica. Fue pionero de la radioastronomía en el país.
Murió el 18 de junio de 2005, a los 91 años de edad.
En el año de su fallecimiento, la Comisión Directiva de CESSI (Cámara de Software y Servicios Informáticos de la República Argentina) decidió instituir el “Premio Sadosky” para galardonar a los que se destaquen en sus propuestas por la inteligencia puesta al servicio de la industria informática y abocar esta última al desarrollo económico y social de la Argentina.
En el año 2009 el Poder Ejecutivo Nacional de la República Argentina creó, a través del Decreto 678/09 la Fundación Dr. Manuel Sadosky de Investigación y Desarrollo en las Tecnologías de la Información y la Comunicación cuyo objetivo es favorecer la articulación entre el sistema científico – tecnológico y la estructura productiva en todo lo referido a la temática de las TIC.
Pedro Kanof, su amigo y discípulo, en mayo de 2021 ha publicado su más completa biografía: "Manuel Sadosky: ciencia con conciencia en América latina" (Paidós, Buenos Aires).

## Publicaciones

### Libros de texto
- Elementos de cálculo diferencial e integral (Editorial Alsina - 1956), en colaboración con la Dra. Rebeca Guber.[13] Consta de dos tomos, Tomo I: Cálculo diferencial  y Tomo II: Cálculo integral, amén de un apéndice "Complementos teóricos de los elementos de cálculos diferencial e integral", y "Tablas y fórmulas matemáticas',[14]
- Cálculo Numérico y Gráfico. (1952)